# Blechroneromia herbuloti
Blechroneromia herbuloti là một loài bướm đêm trong họ Geometridae.